# Les beaux jours de Shehrazade
Les beaux jours de Shehrazade (español: Los bellos días de Shehrazade, en árabe: Ayyaam Chahrazad al-Hilwa) es una película marroquí de 1982 dirigida por Mostafa Derkaoui. Se proyectó en el primer Festival Nacional de Cine de Marruecos celebrado en Rabat.

## Sinopsis
Un equipo de cineastas se enfrenta al reto de elegir un tema para filmar. Tras una larga discusión, acaban por decidirse por la historia de una cantante de cabaret.

## Reparto
- Abdelwahab Doukali
- Naïma Lamcharki
- Mariam Fakhr Eddine
- Farid Belkahia